# Axel Lilljequist
Axel Lilljequist, född 17 oktober 1836 i Göteborg, död 16 juli 1907 i Fiskebäckskil, var en svensk handelsman och riksdagsman. Han var ledamot av riksdagens andra kammare 1888-96, invald i Göteborgs stads valkrets.
Efter skolstudier och handelspraktik fick Lilljequist 1858 burskap som handlande i Göteborg. Han var delägare i firma I. Lilljequist & Son i Göteborg 1858–1877 och 1887–1907, ensam innehavare av firman 1877–1887, ledamot av styrelsen för Göteborgs och Bohus Läns Sparbank 1896–1907 och av styrelsen för Sveriges Ångfartygs Assuransförening. Lilljequist var ledamot av Göteborgs stadsfullmäktige 1875–1906, av folkskolestyrelsen 1871–1877, av drätselkammaren 1877–1903, av styrelsen för Majornas sjukhus 1884–1898, av styrelsen för Majornas elementarläroverk för flickor 1887–1898, av handels- och sjöfartsnämnden 1894–1907 och av hamnstyrelsen 1898–1905. 
Han var revisor för elementarläroverket i Majornas byggnadsfond 1872-73, för drätselkammaren 1874–1875 och för Majornas sjukhus 1876–1877 samt bisittare i rådhusrätten vid behandling av dispaschmål 1892–1907. Axel Lilljequist var ledamot av Masthuggs församlings kyrkoråd, av styrelsen för Västra begravningsplatsen, av styrelsen för sjömanshemmet, av styrelsen för Göteborgs sjömannasällskap och av direktionen för sjömanshuset samt ordförande i Göteborgs minuthandelsförening.

## Familj
Axel Lilljequist var son till skeppsfournerare Isaac Lilljequist och Petronella, född Pettersson. Han gifte sig den 15 november 1861 i Göteborg med Kristina Elvira Pettersson (1838–1930), dotter till kofferdikapten Kristian Pettersson och Albertina Sjöström.